# ジャネット・ナポリターノ
ジャネット・アン・ナポリターノ（Janet Ann Napolitano、1957年11月29日 - ）は、アメリカ合衆国の政治家。25代目アリゾナ州知事、バラク・オバマ政権1期目で3代目アメリカ合衆国国土安全保障長官を務めた。2015年よりカリフォルニア大学バークレー校教授。民主党員。

## 来歴
ニューヨーク州ニューヨークに誕生し、ペンシルベニア州ピッツバーグとニューメキシコ州アルバカーキで育った。カリフォルニア州のサンタクララ大学とバージニア州のバージニア大学ロー・スクール（法科大学院）を卒業し、弁護士資格を取得した。1983年にアリゾナ州フェニックスに引っ越して弁護士業に従事した。1998年にビル・クリントン政権によりアリゾナ地区連邦検事に任命された。その後1998年にはジェーン・ディー・ハル州知事の下でアリゾナ州で初めてとなる女性の州司法長官（アリゾナ州司法省の長官）に就任。この間に乳癌を患った。2002年のアリゾナ州知事選挙に民主党から出馬し、共和党のマット・サーモンを47パーセント対44パーセントの得票で破り、2003年1月に46歳で州知事に就任した。政策としては子供の健康保険改革を実現した。2004年アメリカ合衆国大統領選挙では民主党副大統領候補の一人に浮上したこともある。2009年1月20日に発足したバラク・オバマ政権では女性初のアメリカ合衆国国土安全保障長官を務める。2013年7月に国土安全保障長官の辞任を表明。その後、カリフォルニア大学学長に就任した。

## 外部サイト
- 公式経歴（英語）

| 公職                        | 公職                                          | 公職                        |
| --------------------------- | --------------------------------------------- | --------------------------- |
| 先代 グラント・ウッズ       | アリゾナ州検事総長 1999年 - 2003年            | 次代 テリー・ゴダード       |
| 先代 ジェイン・ディー・ハル | アリゾナ州知事 2003年1月6日 - 2009年1月20日   | 次代 ジャン・ブリュワー     |
| 先代 マイク・ハッカビー     | 全米知事協会会長 2006年 - 2007年              | 次代 ティム・ポーレンティー |
| 先代 マイケル・チャートフ   | 国土安全保障長官 2009年1月20日 - 2013年9月6日 | 次代 ジェイ・ジョンソン     |